# Rennes metropolisz

Elhelyezkedése Ille-et-Vilaine megyében

Rennes metropolisz (franciául: Rennes Métropole) a franciaországi metropoliszok egyike, a francia községközi társulási rendszer (intercommunalité) része.
Franciaország nyugati részén, Bretagne régió Ille-et-Vilaine megyéjében helyezkedik el. Rennes-t és a város vonzáskörzetének további 42 községét foglalja magába. 2015. január 1-jén jött létre az addigi „Rennes agglomerációs közösség” (communauté d'agglomération de Rennes) átalakításával. Ez utóbbi 2000. január 1-jén alakult meg.
Népessége 467 858 fő volt 2021-ben, ebből 225 081 fő Rennes-ben élt. Területe 705 km2. Igazgatási központja Rennes-ben van.

## Községek
A metropoliszt az alábbi 43 község alkotja:
1. Acigné
2. Bécherel
3. Betton
4. Bourgbarré
5. Brécé
6. Bruz
7. Cesson-Sévigné
8. Chantepie
9. La Chapelle-Chaussée
10. La Chapelle-des-Fougeretz
11. La Chapelle-Thouarault
12. Chartres-de-Bretagne
13. Chavagne
14. Chevaigné
15. Cintré
16. Clayes
17. Corps-Nuds
18. Gévezé
19. L’Hermitage
20. Laillé
21. Langan
22. Miniac-sous-Bécherel
23. Montgermont
24. Mordelles
25. Nouvoitou
26. Noyal-Châtillon-sur-Seiche
27. Orgères
28. Pacé
29. Parthenay-de-Bretagne
30. Pont-Péan
31. Rennes
32. Le Rheu
33. Romillé
34. Saint-Armel
35. Saint-Erblon
36. Saint-Gilles
37. Saint-Grégoire
38. Saint-Jacques-de-la-Lande
39. Saint-Sulpice-la-Forêt
40. Thorigné-Fouillard
41. Le Verger
42. Vern-sur-Seiche
43. Vezin-le-Coquet